# Мазановський район
Мазано́вський райо́н — адміністративна одиниця Росії, Амурська область. До складу району входять 15 сільських поселень, до складу яких входять 40 населених пунктів.
Район належить до Зеленого Клину. До масового зросійщення відносну більшість населення району становили українці.
За переписом населення 1926 року населення району становило 15 245 осіб. З них українців — 7562 (49,8 %), росіян — 27,8 %, білорусів — 21 %. У 1920-ті роки в районі існувало 78 сіл, серед них — 30 українських, 26 російських та 15 білоруських.
Згідно з постановою Президії Далькрайвиконкому від 20 березня 1931 — район часткової українізації, в якому мало бути забезпечено обслуговування українського населення його рідною мовою шляхом створення спеціальних перекладових бюро при виконкомі та господарських організаціях.